# Griekenland op de Olympische Winterspelen 1980
Tijdens de Olympische Winterspelen van 1980, die in Lake Placid (Verenigde Staten) werden gehouden, nam Griekenland voor de negende keer deel.

## Deelnemers en resultaten

### Alpineskiën
| Olympiër               | Discipline       | Resultaat | Prestatie                        |
| ---------------------- | ---------------- | --------- | -------------------------------- |
| Lazaros Arkhontopoulos | reuzenslalom (m) | 48e       | 3.16,23 (+35,49) 1.36,32+1.39,91 |
| Lazaros Arkhontopoulos | slalom (m)       | dq-1      | diskwalificatie run 1            |
| Lazarakis Kekhagias    | reuzenslalom (m) | 51e       | 3.23,40 (+42,66) 1.42,16+1.41,24 |
| Lazarakis Kekhagias    | slalom (m)       | dnf-1     | opgave run 1                     |
| Giannis Stamatiou      | reuzenslalom (m) | 52e       | 3.24,99 (+44,25) 1.41,80+1.43,19 |
| Giannis Stamatiou      | slalom (m)       | 33e       | 2.18,13 (+33,87) 1.10,86+1.07,27 |

Andorra · Argentinië · Australië · België · Bolivia · Bondsrepubliek Duitsland · Bulgarije · Canada · China · Costa Rica · Cyprus · Duitse Democratische Republiek · Finland · Frankrijk · Griekenland · Groot-Brittannië · Hongarije · IJsland · Italië · Japan · Joegoslavië · Libanon · Liechtenstein · Mongolië · Nederland · Nieuw-Zeeland · Noorwegen · Oostenrijk · Polen · Roemenië · Sovjet-Unie · Spanje · Tsjecho-Slowakije · Verenigde Staten · Zuid-Korea · Zweden · Zwitserland